# Naipingo
Naipingo è una circoscrizione rurale (rural ward) della Tanzania situata nel distretto di Nachingwea, regione di Lindi. Conta una popolazione di 16 226 abitanti (censimento 2012).